# Lepanthes ricina
Lepanthes ricina är en orkidéart som beskrevs av Carlyle August Luer och Stig Dalström. Lepanthes ricina ingår i släktet Lepanthes och familjen orkidéer. Inga underarter finns listade i Catalogue of Life.